# Antoni Peña Picó
Antoni "Toni" Peña Picó (Felanich, Baleares, 26 de agosto de 1970) es un atleta español. Considerado el mejor atleta fondista de la historia de Baleares y uno de los mejores atletas nacionales. Su marca de maratón (2h07:34 Ōtsu (Japón)) fue en su momento la segunda mejor marca española de todos los tiempos. Posee los récords de Baleares de 10 000 m, media maratón y maratón. Fue olímpico en los Juegos Olímpicos de Atenas 2004 e internacional con la Selección Española de atletismo en más de veinte ocasiones. Actualmente es entrenador personal y sigue altamente vinculado al mundo del atletismo.

## Palmarés
- Campeón de España de Maratón (1997)
- Campeón de España de Gran Fondo (1991)
- 3 veces Campeón de España de Media maratón (2000, 2001, 2005)
- Mejor marca española Promesa en Maratón (2h11:35 en 1992)
- Ha corrido seis maratones por debajo de la barrera de 2 horas y 9 minutos.
- Ha finalizado 19 maratones:

| Fecha      | Lugar         | Posición | Marca   |
| ---------- | ------------- | -------- | ------- |
| 17-04-2005 | Londres       | 12       | 2h14.31 |
| 29-08-2004 | Atenas        | 18       | 2h16.38 |
| 27-03-2004 | Xiamen        | 6        | 2h13.16 |
| 07-12-2003 | Fukuoka       | 4        | 2h08.10 |
| 02-03-2003 | Otsu          | 2        | 2h07.59 |
| 20-10-2002 | Ámsterdam     | 4        | 2h08.08 |
| 03-03-2002 | Otsu          | 14       | 2h13.01 |
| 03-08-2001 | Edmonton      | 24       | 2h23.29 |
| 04-03-2001 | Otsu          | 1        | 2h07.34 |
| 10-09-2000 | Berlín        | 2        | 2h07.47 |
| 16-04-2000 | Rótterdam     | 5        | 2h08.59 |
| 05-12-1999 | Calviá        | 1        | 2h15.19 |
| 22-08-1998 | Budapest      | 6        | 2h13.53 |
| 26-10-1997 | Sama Langreo  | 1        | 2h10.49 |
| 12-11-1995 | Nueva York    | 12       | 2h13.39 |
| 14-08-1994 | Helsinki      | 32       | 2h17.19 |
| 31-10-1993 | San Sebastián | 19       | 2h13.06 |
| 11-10-1992 | San Sebastián | 1        | 2h11.35 |

## Mejores Marcas Personales (MMP)
| Distancia     | Tiempo  |
| ------------- | ------- |
| 5000 m        | 13:52.7 |
| 10.000m       | 28:02.1 |
| Media maratón | 1h01:48 |
| Maratón       | 2h07:34 |

## Honores
- El polideportivo de Porto Colom lleva su nombre.

## Curiosidades
- Está casado con la atleta mallorquina Bel Ramis.
- Fue concejal del Ayuntamiento de Felanich, elegido como cabeza de lista de Unió Mallorquina el 27 de mayo de 2007. Entre 2007 y 2010 ocupó el cargo de Director de la Escola Balear de l'Esport.